# Leymus fedtschenkoi
Leymus fedtschenkoi är en gräsart som beskrevs av Nikolai Nikolaievich Tzvelev. Leymus fedtschenkoi ingår i släktet strandrågssläktet, och familjen gräs. Inga underarter finns listade i Catalogue of Life.